# أحمد أباد جرقوية
أحمد أباد جرقوية هي قرية في مقاطعة أصفهان، إيران. عدد سكان هذه القرية هو 304 في سنة 2006.